# Chapelle Saint-Roch de Bingen
Pour les articles homonymes, voir Chapelle Saint-Roch.
La chapelle Saint-Roch de Bingen (ou simplement chapelle Saint-Roch), est une chapelle située sur le territoire de la commune de Bingen am Rhein, dans la vallée du Haut-Rhin moyen. C'est un important lieu de pèlerinage du diocèse de Mayence.

## Description

### Situation
La chapelle occupe le sommet d'une butte à l'est du territoire de la commune de Bingen.

## Histoire
La première chapelle fut construite par la chapitre de Mayence après l'épidémie de peste qui sévit dans la région en 1666. Aussi les membres du Conseil de Bingen promirent-ils solennellement de construire une chapelle au saint patron saint Roch et de célébrer chaque année une procession des Rogations.

« …daß die gesamte Stadt allda ein Votum getan, in honorem S. Rochi eine Kapelle auf dem Hesselingen zu bauen. alljährlich am Tag des hl. Rochus eine Prozession dorthin zu führen und den halben Tag zu feiern. »

— le fonctionnaire de Bingen Baron Frey von Dehren le 16 juillet 1666 a la chapitre de Mayence
Elle fut placée sous le vocable de saint Roch qui consacra une partie de sa vie à venir en aide aux pestiférés.
Cette chapelle fut détruite en 1795 pendant l'occupation des armées de la République française. Elle resta en ruine jusqu'à ce que le typhus en 1812 fit à nouveau de nombreuses victimes à Bingen et dans les environs. Les habitants se rappelèrent la promesse de 1666 et restaurèrent la chapelle avant 1814. L´illustre Johann Wolfgang von Goethe a rendu le pèlerinage sur le Rochusberg célèbre dans la littérature grâce à son récit sur l´inauguration du nouvel édifice en 1814. 
Cette construction fut réduite en cendres en 1889 par la foudre.
Un nouvel édifice fut érigé pendant les années 1891 à 1895. Il marque le paysage par les formes riches du gothique tardif d´après les plans de l'architecte Max Meckel. En outre, une maison de gardiens et la chapelle néogothique Bethlehem appartiennent à cet ensemble.

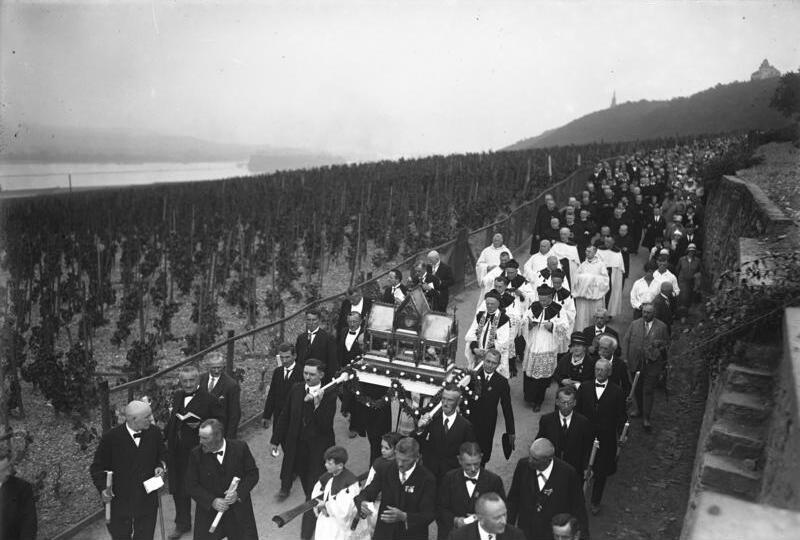
Pèlerinage à Bingen